# Dokuchaievsk
Dokuchaievsk (em ucraniano:  Докучаєвськ) é uma cidade da Ucrânia, situada no Oblast de Donetsk. Tem 11,9 km² de área e sua população em 2020 foi estimada em 22.959 habitantes.